# Grand Prix automobile de Saint-Marin 1987
Résultats du Grand Prix de Saint-Marin de Formule 1 1987 qui s'est disputé le 3 mai 1987 sur le circuit Enzo e Dino Ferrari à Imola, en Italie.

## Classement
| Pos. | No | Pilote             | Écurie                 | Tours | Temps/Abandon                      | Grille | Points |
| ---- | -- | ------------------ | ---------------------- | ----- | ---------------------------------- | ------ | ------ |
| 1    | 5  | Nigel Mansell      | Williams-Honda         | 59    | 1 h 31 min 24 s 076 (195,201 km/h) | 2      | 9      |
| 2    | 12 | Ayrton Senna       | Lotus-Honda            | 59    | + 27 s 545                         | 1      | 6      |
| 3    | 27 | Michele Alboreto   | Ferrari                | 59    | + 39 s 144                         | 6      | 4      |
| 4    | 2  | Stefan Johansson   | McLaren-TAG            | 59    | + 1 min 00 s 588                   | 8      | 3      |
| 5    | 9  | Martin Brundle     | Zakspeed               | 57    | + 2 tours                          | 14     | 2      |
| 6    | 11 | Satoru Nakajima    | Lotus-Honda            | 57    | + 2 tours                          | 12     | 1      |
| 7    | 10 | Christian Danner   | Zakspeed               | 57    | + 2 tours                          | 17     |        |
| 8    | 4  | Philippe Streiff   | Tyrrell-Ford           | 57    | + 2 tours                          | 20     |        |
| 9    | 7  | Riccardo Patrese   | Brabham-BMW            | 57    | + 2 tours                          | 7      |        |
| 10   | 30 | Philippe Alliot    | Larrousse-Ford         | 56    | + 3 tours                          | 21     |        |
| 11   | 17 | Derek Warwick      | Arrows-Megatron        | 55    | Panne d'essence                    | 10     |        |
| 12   | 21 | Alex Caffi         | Osella-Alfa Romeo      | 54    | Panne d'essence                    | 19     |        |
| 13   | 14 | Pascal Fabre       | AGS-Ford               | 53    | + 6 tours                          | 24     |        |
| Abd. | 19 | Teo Fabi           | Benetton-Ford          | 51    | Turbo                              | 4      |        |
| Abd. | 20 | Thierry Boutsen    | Benetton-Ford          | 48    | Moteur                             | 11     |        |
| Abd. | 18 | Eddie Cheever      | Arrows-Megatron        | 48    | Moteur                             | 9      |        |
| Abd. | 3  | Jonathan Palmer    | Tyrrell-Ford           | 48    | Embrayage                          | 23     |        |
| Abd. | 8  | Andrea De Cesaris  | Brabham-BMW            | 39    | Sortie de piste                    | 13     |        |
| Abd. | 23 | Adrian Campos      | Minardi-Motori Moderni | 30    | Boîte de vitesses                  | 16     |        |
| Abd. | 22 | Gabriele Tarquini  | Osella-Alfa Romeo      | 26    | Boîte de vitesses                  | 25     |        |
| Abd. | 24 | Alessandro Nannini | Minardi-Motori Moderni | 25    | Moteur                             | 15     |        |
| Abd. | 16 | Ivan Capelli       | March-Ford             | 18    | Distributeur                       | 22     |        |
| Abd. | 28 | Gerhard Berger     | Ferrari                | 16    | Panne électrique                   | 5      |        |
| Abd. | 1  | Alain Prost        | McLaren-TAG            | 14    | Alternateur                        | 3      |        |
| Abd. | 26 | Piercarlo Ghinzani | Ligier-Megatron        | 7     | Tenue de route                     | 18     |        |
| Np.  | 25 | René Arnoux        | Ligier-Megatron        |       | Suspension                         |        |        |
| Np.  | 6  | Nelson Piquet      | Williams-Honda         |       | Accident                           |        |        |

## Pole position et record du tour
- Pole position : Ayrton Senna en 1 min 25 s 826 (vitesse moyenne : 211,404 km/h).
- Meilleur tour en course : Teo Fabi en 1 min 29 s 246 au 51e tour (vitesse moyenne : 203,303 km/h).

## Tours en tête
- Ayrton Senna : 3 (1 / 25-26)
- Nigel Mansell : 53 (2-21 / 27-59)
- Michele Alboreto : 3 (22-24)

## À noter
- 8e victoire pour Nigel Mansell.
- 32e victoire pour Williams en tant que constructeur.
- 17e victoire pour Honda en tant que motoriste.
- 1er départ en Grand Prix pour l'écurie française Larrousse.
- Forfait de Nelson Piquet, déclaré inapte par les médecins à la suite d'un accident violent survenu pendant la séance qualificative du vendredi.